# Mera (gossa)
D'acord amb la mitologia grega, Mera (en grec antic Μαῖρα, Maira), va ser la gossa de l'heroi Icari, introductor de la vinya a l'Àtica, que va morir destrossat pels camperols borratxos. Mera, amb els seus lladrucs, va conduir Erígone, la filla d'Icari, fins al lloc on hi havia el seu pare mort. La noia es va suïcidar, i la gossa es quedà al seu costat i va morir de desesperació, o es va matar llançant-se a la font Onigre.
Dionís la va transformar en la constel·lació del Ca Major. De vegades es deia que aquesta Mera havia estat un gos d'Orió.